# Leptomantella albella
Leptomantella albella är en bönsyrseart som först beskrevs av Hermann Burmeister 1838.  Leptomantella albella ingår i släktet Leptomantella och familjen Tarachodidae. Inga underarter finns listade i Catalogue of Life.